# Fritillaria koidzumiana
Fritillaria koidzumiana là một loài thực vật có hoa trong họ Liliaceae. Loài này được Ohwi miêu tả khoa học đầu tiên năm 1937.